# Добромеж (Свентокшиське воєводство)
Добромеж (пол. Dobromierz) — село в Польщі, у гміні Ключевсько Влощовського повіту Свентокшиського воєводства.
Населення — 347 осіб (2011).
У 1975—1998 роках село належало до Пйотрковського воєводства.

## Демографія
Демографічна структура на день 31 березня 2011 року:
|          | Загалом | Допрацездатний вік | Працездатний вік | Постпрацездатний вік |
| -------- | ------- | ------------------ | ---------------- | -------------------- |
| Чоловіки | 179     | 29                 | 130              | 20                   |
| Жінки    | 168     | 29                 | 97               | 42                   |
| Разом    | 347     | 58                 | 227              | 62                   |